# 8 chances de tout gagner !
 (novembre 2017).
Si vous disposez d'ouvrages ou d'articles de référence ou si vous connaissez des sites web de qualité traitant du thème abordé ici, merci de compléter l'article en donnant les références utiles à sa vérifiabilité et en les liant à la section « Notes et références ».
8 chances de tout gagner ! est un jeu télévisé diffusé tous les dimanches à 17h15 sur France 3 du 30 octobre 2016 au 6 février 2022, présenté par Carinne Teyssandier, et produit par Effervescence (société de production de Simone Harari Baulieu),. Il a remplacé Personne n'y avait pensé ! le dimanche.

## Principe et règles

### La compétition
Au cours de cette manche, 2 duos de candidats s'affrontent autour de questions de culture générale. Ils doivent classer les 8 propositions de réponses en fonction de la question. Lorsqu'un duo a choisi une réponse, l'autre ne peut plus la choisir. Une fois que les 2 duos ont choisi leur réponse, le classement est dévoilé. La meilleure réponse rapporte 8 points, la deuxième : 7 points, la troisième : 6 points, la quatrième : 5 points, la cinquième : 4 points, la sixième : 3 points, la septième : 2 points et la huitième (dernière) : 1 point. À l'issue de 6 questions, le duo qui a marqué le + de points est qualifié pour la suite de l'émission et reviendra le dimanche suivant. En cas d'égalité, le cumul du temps mis par chaque équipe est affiché. Les finalistes sont ceux qui ont mis le moins de temps à répondre aux questions. À la fin de la manche, les 2 candidats sont qualifiés pour « Face aux écrans » et les 2 autres candidats sont éliminés et repartent avec leurs cadeaux.

### Face aux écrans
Au début de cette manche, le duo vainqueur doit cette fois-ci remplir lui-même les 8 écrans en répondant à 5 questions, qui peuvent être soit de liste, où les candidats doivent donner le plus de bonnes réponses possibles, soit des questions de reconnaissance à partir de photos. Tant que le compte à rebours n'est pas terminé, les candidats peuvent revenir sur leurs réponses. Une fois le délai écoulé, si un écran est laissé vide ou s'il contient une mauvaise réponse, il s'éteint pour le restant de la manche. À la fin de la manche, un écran sauvé vaut 1 000 € en finale, contre 100 € sinon. Il est alors appelé « chance ». Les 2 candidats ont un certain temps pour répondre aux questions, en fonction du nombre d'écrans restants.
| Écrans   | Secondes               | Voyants                                                      |
| -------- | ---------------------- | ------------------------------------------------------------ |
| 8 écrans | 60 secondes (1 minute) | Vert (bonnes réponses) Les écrans sont conservés             |
| 7 écrans | 55 secondes            | Vert (bonnes réponses) Les écrans sont conservés             |
| 6 écrans | 50 secondes            | Vert (bonnes réponses) Les écrans sont conservés             |
| 5 écrans | 45 secondes            | Vert (bonnes réponses) Les écrans sont conservés             |
| 4 écrans | 40 secondes            | Rouge (mauvaises réponses) Les écrans s'éteignent (disparus) |
| 3 écrans | 35 secondes            | Rouge (mauvaises réponses) Les écrans s'éteignent (disparus) |
| 2 écrans | 30 secondes            | Rouge (mauvaises réponses) Les écrans s'éteignent (disparus) |
| 1 écran  | 25 secondes            | Rouge (mauvaises réponses) Les écrans s'éteignent (disparus) |

### La finale
Les candidats doivent répondre à 8 questions, chacune ayant un thème et étant symbolisée par un écran. Au début de la manche, les 8 thèmes sont donnés. L'équipe doit choisir sur lesquels ils vont placer leurs « chances ». Les 2 candidats ont 2 minutes 30 pour répondre aux 8 questions qui sont posées par l'animatrice : Carinne Teyssandier. Ces questions contiennent chacune 4 propositions de réponses. Tout comme pendant la partie, après avoir répondu aux 8 questions, les candidats peuvent profiter de leur temps restant pour revenir sur une question et changer ou non leur proposition de réponse. Les réponses sont d'abord vérifiées les questions sur lesquelles les candidats n'ont pas misé une « chance », rapportant chacune 100 € en cas de bonne réponse, puis les questions sur lesquelles les candidats ont placé leurs « chance(s) », rapportant chacune 1 000 € en cas de bonne réponse.
| Chances (écrans dorés) | Gains grâce aux chances | Écrans sans chances | Gains grâce aux écrans sans chances | Gains de la finale |
| ---------------------- | ----------------------- | ------------------- | ----------------------------------- | ------------------ |
| 0 (Aucune)             | 0 €                     | 8                   | 0 €                                 | 800 €              |
| 1                      | 1 000 €                 | 7                   | 100 €                               | 1 700 €            |
| 2                      | 2 000 €                 | 6                   | 200 €                               | 2 600 €            |
| 3                      | 3 000 €                 | 5                   | 300 €                               | 3 500 €            |
| 4                      | 4 000 €                 | 4                   | 400 €                               | 4 400 €            |
| 5                      | 5 000 €                 | 3                   | 500 €                               | 5 300 €            |
| 6                      | 6 000 €                 | 2                   | 600 €                               | 6 200 €            |
| 7                      | 7 000 €                 | 1                   | 700 €                               | 7 100 €            |
| 8                      | 8 000 €                 | 0 (Aucun)           | 800 €                               | 8 000 €            |

Le duo finaliste revient dans tous les cas le dimanche suivant pour les augmenter, dans la limite de 3 émissions pour aller jusqu'à 24 000 € (jusqu'en décembre 2018) et 5 émissions pour aller jusqu'à 40 000 € (depuis janvier 2019).

## Champions
| Légende | Candidats respectivement classés 1er, 2e et 3e |                 |                |           |                   |                  |
| N°      | Candidats de l'équipe                          | Gains remportés | Participations | Victoires | Date d'arrivée    | Date de départ   |
| 1       | Sylvain et Maxime                              | 16 900 €        | 5              | 4         | 19 septembre 2021 | 24 octobre 2021  |
| 2       | Thibaud et Damien                              | 13 500 €        | 5              | 5         | 24 octobre 2021   | 21 novembre 2021 |
| 3       | Pascal et Alex                                 | 12 700 €        | 5              | 5         | 21 février 2021   | 21 mars 2021     |
| 4       | Pascal et Denis                                | 12 400 €        | 5              | 5         | 24 mai 2020       | 21 juin 2020     |
| 5       | Hervé et Alexandre                             | 11 900 €        | 5              | 5         | 23 février 2020   | 22 mars 2020     |
| 6       | Marie et Alain                                 | 11 700 €        | 5              | 5         | 2 juin 2019       | 30 juin 2019     |
| 7       | Martin et François                             | 11 600 €        | 5              | 5         | 20 janvier 2019   | 17 février 2019  |
| 8       | Sébastien et Thierry                           | 11 400 €        | 5              | 4         | 1 décembre 2019   | 5 janvier 2020   |
| 9       | Elodie et Lionel                               | 11 100 €        | 3              | 3         | 8 juillet 2018    | 22 juillet 2018  |
| 10      | Anne-Cécile et Nicolas                         | 10 700 €        | 5              | 5         | 25 octobre 2020   | 23 novembre 2020 |